# 馬東納 (馬里蘭州)
馬東納（英語：Madonna）為位在美国马里兰州哈福德縣的非建制地區。馬東納位在23號馬里蘭州州道和146號馬里蘭州州道的交叉路口，從貝萊爾往西北西方向行進約16.9（10.5英里）可抵達此地。